# Seznam nemških igralcev
Seznam nemških igralcev.

## A
- Alfred Abel (1879-1937)
- Herbert Achternbusch (1938)
- Mario Adorf (1930) (švicarsko-nemški)
- Sanam Afrashteh (1976)
- Mariella Ahrens (1969) (Mariella Gräfin von Faber-Castell)
- Franziska Aigner-Kuhn (1960)
- Hans Albers (1891-1960)
- Johannes Allmayer (1978)
- Betty Amann (1905-1990)
- Axel von Ambesser (1910-1988)
- Gwendolyn von Ambesser (1949)
- Diana Amft (1975)
- Claudia Amm (1948)
- Michael Ande (1944)
- Charlotte Ander (1902-1969)
- Lale Andersen (1905-1972)
- Ingrid Andree (1931)
- Karin Anselm (1940)
- Eddi Arent (1925-2013)
- Sig Arno (1895-1975)
- Betty Astor (1905-1972)
- Erdogan Atalay (1966)
- Christina Athenstädt (1979)
- Barbara Auer (1959)
- Nadja Auermann (1971)

## B
- Dirk Bach (1961-2012)
- Sabahat Bademsoy (1937)
- Tayfun Bademsoy (1958)
- Patrick Baehr (1992)
- Almila Bağrıaçık (1990)
- Wolfgang Bahro (1960)
- Carl Balhaus (1905-1968)
- Helga Ballhaus (1935-2006)
- Gerd Baltus (1932)
- Philipp Baltus (1978)
- Christoph Bantzer (1936)
- Rainer Basedow (1938)
- Wolfgang Bathke (1944)
- Hans Uwe Bauer (1955)
- Heinz Baumann (1928)
- Marie Bäumer (1969)
- Monika Baumgartner (1951)
- Chariklia Baxevanos (1936) (grško-švic. rodu)
- Friederike Becht (1981)
- Sven-Eric Bechtolf (1957)
- Ben Becker (1964)
- Meret Becker (1969)
- Nadia Becker (1978)
- Rolf Becker (1935)
- Anna Bederke (1981)
- Paula Beer (1995)
- Luise Befort (1996)
- Bibiana Beglau (1971)
- Hubertus Bengsch (1952)
- Iris Berben (1950)
- Ingrid van Bergen (1931)
- Christian Bergmann
- Ruth Berlau (1906-1974)
- Jonathan Berlin (1994)
- Laura Berlin (1990)
- Reinhold Bernt (1902-1981)
- Ulrich Bettac (1897-1959) (nemško-avstrijski)
- Alexander Beyer (1973)
- Jeanette Biedermann (1980)
- Marie Bierstedt (1974)
- Willi Birgel (1891-1973)
- Gregor von Bismarck ?
- Ingrid Bisu (1987)
- Hans Christian Blech (1915-1993)
- Monica Bleibtreu (1944-2009)
- Moritz Bleibtreu (1971)
- Blümchen (1980)
- Rainer Bock (1954)
- Simon Boër (1974)
- Alexandra "Sascha" Bogojevic (1951)
- David Bohm
- Hark Bohm (1939) Böhm ?
- Karlheinz Böhm (1928-2014)
- Lili Bohm
- Marquard Bohm (1941-2006)
- Uwe Bohm (1962)
- Curt Bois (1901-1991)
- Oliver Bokern (1973)
- Horst Bollmann (1925-2014)
- Christel Bodenstein (1938)
- Iris Bohnau (1948)
- Wilhelm Borchert (1907-1990)
- Suzanne von Borsody (1957)
- Anna Böttcher (1967)
- Dschingis Bowakow (1961)
- Kurt Böwe (1929-2000)
- Eric Braeden (1941-2003)
- Matthias Brandt (1961)
- Katharina Brauren (1910-1998)
- Arthur Brauss (1936)
- Barbara Brecht-Schall (1930-2015)
- Franziska Breite (1987)
- Julia Brendler (1975)
- Peter Heinrich Brix (1955)
- Volker Bruch (1976)
- Florian Brückner (1984)
- Isabella Brückner (1979)
- Susanne Brückner (Susanne Wiesner) (1991)
- Daniel Brühl (1978)
- Christian Bruhn (1934)
- Thelma Buabeng (1981) (ganskega porekla)
- Lothar G. Buchheim (1918–2007)
- Horst Buchholz (1933-2003)
- Karin Buchholz (1945)
- Pit Bukowski (1988)
- Vicco von Bülow (1923-2011)
- Bettina Burchard (1986)
- Marie Burchard (1982)
- Esther Burgert Westenhagen (1896-1974) (nem.-dan.)
- Gedeon Burkhard (1969)
- Inga Busch (1968)

## C
- Hans Caninenberg (1913-2008)
- Wayne Carpendale (1977)
- Mathieu Carrière (1950)
- Mareike Carrière (1954-2014)
- Annemarie Carpendale (1977)
- Peter Carsten (1928-2012)
- Lina Carstens (1892-1978)
- Margit Carstensen (1940)
- Yvonne Catterfeld (1979)
- Liesel Christ (1919-1996)
- Norbert Christian (1925-1976)
- Victor Choulman (1938, Moskva)
- Hans Clarin (1930-2005)
- Henriette Confurius (1991) (nem.-niz. rodu)
- Wilhelmine Corinth-Klopfer (1909-2001) (nemško-ameriška)
- Sophie Cossaeus (1893-1965)
- Ute Cremer (1952)

## D
- Luise Deborah Daberkow (1991)
- Lil Dagover (1887-1980)
- Sophie Dal (1981)
- Fred Delmare (1922-2009)
- Hans Diehl (1940)
- August Diehl (1976)
- Jakob Diehl (1978)
- William Dieterle (1893-1972)
- Marlene Dietrich (1901-1992)
- Julia Dietze (1981)
- Anton Diffring (1916-1989)
- Franz Dinda (1983)
- Justus von Dohnányi (1960)
- Angelica Domröse (1941)
- Karin Dor (1938-2017)
- Kristina Dörfer (1984)
- Bettina Dörner
- Anita Dorris (1903-1993) (nem.-avstr.)
- Käthe Dorsch (1890-1957)
- Burkhard Driest (1939)
- Meike Droste (1980)
- Tilla Durieux (1880-1971) (avstr.-nem.)
- Alice Dwyer (1988)

## E
- Caroline Ebner (1970)
- Maren Eggert (1974)
- Maria Ehrich (1993)
- Karoline Eichhorn (1965)
- Lars Eidinger (1976)
- Marion Elskis (1960)
- Hannelore Elsner (1942)
- Jenny Elvers (1972)
- Mala Emde (1996)
- Gizem Emre (1995)
- Sofie Engelke (1927-2000)
- Heinz Erhardt (1909-1979)
- Hanns Heinz Ewers (1871-1943)
- Peter van Eyck (1911-1969)

## F
- Christiane F. (1962)
- Nilam Farooq (1989)
- Michael Fassbender (1977)
- Matthias Faust (1980)
- Franziska Fauth
- Eberhard Fechner (1926-1992)
- Fritz-Ernst Fechner (1921-2005)
- Jan Fedder (1955)
- Ruby O. Fee (1996)
- Alexander Fehling (1981)
- Uwe Fellensiek (1955)
- Heino Ferch (1963)
- Veronica Ferres (1965)
- Heino Ferch (1963)
- Peter Fieseler (1977)
- Christina Finger (1970)
- Agnes Fink (1919-1994)
- Carolin Fink (1966) (avstrijsko-nemška)
- Helene Fischer (1984)
- Kai Fischer (1934)
- Saskia Fischer (1966)
- Wolfgang Fischer (1941)
- Florian David Fitz (1974)
- Lotte Flack (1994)
- Elisabeth (Ida Marie) Flickenschildt (1905-1977)
- Janina Flieger (1982)
- Katja Flint (1959)
- Jörg Foth (1949)
- Oliver Franck (1975)
- Horst Frank (1929-1999)
- Ulrike Frank (1969)
- Till Franzen (1973)
- Anja Freese (1965)
- Sven Fricke (1979)
- Inka Friedrich (1965)
- Annette Frier (1974)
- Liv Lisa Fries (1990)
- Willy Fritsch (1901-1973)
- Gert Fröbe (1913-1988)
- Gustav Fröhlich (1902-1987)
- Thomas Fritsch (1944)
- Franz Froschauer (1958)
- Ernst Fritz Fürbringer (1900-1988)
- Benno Fürmann (1972)
- Ilse Fürstenberg (1907-1976)
- Maria Furtwängler (1966)
- Kurt Fuss (1892-1976)
- Walter Eberhardt Fuss (1921-1996)

## G
- Monika Gabriel (1943-2007)
- Robert Gallinowski (1969)
- Claus Theo Gärtner (1943)
- Bruno Ganz (1941-2019) (švicarsko-nem.)
- Johanna Gastdorf (1959)
- Christian Gaul (1964)
- Ulrich Gebauer (1956)
- Otto Gebüchr (1877–1954)
- Martina Gedeck (1961)
- Elmar Gehlen (1943)
- Claudia Geisler-Bading (1965)
- Corinna Genest (1938)
- Gudrun Genest (1914-2013)
- Götz George (1938)
- Heinrich George (1893-1946)
- Jasmin Gerat (1978)
- Sonja Gerhardt (1989)
- Kurt Gerron (1897-1944)
- Erwin Geschonneck (1906-2008)
- Heike Geschonneck
- Josefa Gettke (1895-1989)
- Frank Giering (1971-2010)
- Horst Giese (1926-2008)
- Walter Giller (1927-2011)
- Jessica Ginkel (1980)
- Marco Girnth (1970)
- Uschi Glas (1944)
- Raimond Goebel (1957)
- Sascha Göpel (1979)
- Jürgen Goslar (1927)
- Otto Götz (1967)
- Robert Graf (1923-1966)
- Tom Gramenz (1991)
- Rainald Grebe (1971)
- Lucas Gregorowicz (1976)
- Dietlinde Greiff (1939)
- Rainer Grenkowitz (1955)
- Max von der Groeben (1992)
- Jenny Gröllmann (1947-2006)
- Cornelia Gröschel (1987)
- Sylvester Groth (1958)
- Marie Gruber (1955-2018)
- Gustaf Gründgens (1899-1963)
- Johannes Gwisdek
- Michael Gwisdek (1942-2020)
- Robert Gwisdek (1984)

## H
- Dolly Haas (1910-1994)
- Jella Haase (1992)
- Fritzi Haberlandt (1975)
- Eva-Maria Hagen (NDR)
- Nina Hagen (1955)
- Charlotte Hangenbruch (1896-1968)
- Jeanette Hain (1969)
- Hans Peter Hallwachs (1938)
- Evelyn Hamann (1942)
- Guido Hammesfahr (1968)
- Michael Hanemann (1945)
- Joachim Hansen (1930-2007)
- Thea von Harbou (1888-1954)
- Damian Hardung (1998)
- Corinna Harfouch (1954)
- Willy Harlander (1931-2000)
- Raimund Harmstorf (1939-1998)
- Lore Hartling (1932-1994)
- Jörg Hartmann (1969)
- O. E. Hasse (1903-1978)
- Nina Haun (1971)
- Erich Haußmann (1900-1984)
- Ezard Haußmann (1935-2010)
- Nicole Heesters (1937)
- Oscar Heiler (1906-1995)
- Bianca Hein (1975)
- Alexander Held (1958)
- Martin Held (1908-1992)
- Maximilian Held (1967)
- Ninon Held (1970)
- Martin Hellberg (1905-1999)
- Ruth Hellberg (1906-2001)
- Brigitte Helm (1906-1996)
- Michael Heltau (1933) (nem.-avstrij.)
- Dieter Henkel (1933-2016)
- Cosima Henman (1996)
- Michael Herbig (1968)
- Christoph Maria Herbst (1966)
- Irm Hermann (1942)
- Volker Herold (1959)
- Hannah Herzsprung (1981)
- Klaas Heufer-Umlauf (1983)
- Katharina Hauter (1983)
- Ruth Hellberg (1906-2001)
- Hans Heller (1957)
- Karoline Herfurth (1984)
- Josef Heynert (1976)
- Fabian Hinrichs (1974)
- Ursula Hinrichs (1935)
- Hanne Hiob (1923-2009)
- Heinz Hoenig (1951)
- Johanna Hofer (1896-1988)
- Jutta Hoffmann (1941) (NDR)
- Louis Hofmann (1997)
- Hannelore Hoger (1942)
- Claus Holm (1918-1996)
- Mazerinné Holskamp
- Karl von Holtei (1798-1880)
- Edgar Hoppe (1937)
- Max Florian Hoppe (1981)
- Paul Hörbiger (1894-1981)
- Isabell Horn (1983)
- Jochen Horst (1961)
- Nina Hoss (1975)
- Henry Hübchen (1947)
- Charly Hübner
- Karin Hübner (1936-2006)
- Lutz Hübner (1964-)
- Wolfgang Hübsch
- Paul Hubschmid (1917-2001) (švicarsko-nem.)
- Sandra Hüller (1978)

## I
- August Wilhelm Iffland (1759-1814)
- Eliza Illiard (1905-1969)
- Zsá Zsá Inci Bürkle (1995)
- Michael Iwannek (1963)
- Tatjana Iwanov (1925-1979)

## J
- Käte Jaenicke (1928-2002)
- Emil Jannings (1884-1950)
- Severija Janušauskaitė (1981) (litovsko-nem.)
- Julika Jenkins (1971)
- Julia Jentsch (1978)
- Jola Jobst (1915-1952)
- Gottfried John (1942-2014)
- Peter Jordan (1967)
- Rüdiger Joswig (1949)
- Cusch Jung (1958)
- Curd Jürgens (1915-1982) (nemško-avstrijski)
- Jürgen Jürges (1940)

## K
- Danilo Kamber (2000)
- Salome Kammer (1959)
- Anne Kanis (1979)
- Ursula Karven (1964)
- Bruno Kastner (1890-1932)
- Christine Kaufmann (1945-2017)
- Anne von Keller (1974)
- Inge Keller (1923-2017)
- Friederike Kempter (1979)
- Evi Kent (1939)
- Hape Kerkeling (1964)
- Maria Ketikidou (1966)
- Joscha Kiefer (1982)
- Wolfgang Kieling (1924-1985)
- Udo Kier (1944)
- Doris Kiesow (1902-73)
- Heiko Kiesow
- Michael Kind (1953)
- Klaus Kinski (1926-1991)
- Nastassja Kinski (1961)
- Pola Kinski (1952)
- Heide Kipp (1938)
- Rose-Marie Kirstein (1940-1984)
- Johannes Kittel
- Lola Klamroth (1991)
- Louis Klamroth (1989)
- Wilfried Klaus (1941)
- Burkhard Klaußner (1949)
- Johannes Klaußner (1985)
- Gerrit Klein (1991)
- Rudolf Klein-Rogge (1885–1955)
- Petra Kleinert (1967)
- Volkmar Kleinert (1938) (NDR)
- Anna-Lena Klenke (1995)
- Hans Klering (1906-1988) (NDR)
- Anja Kling (1970)
- Gerit Kling (1965)
- Eugen Klöpfer (E. Gottlob) (1666-1950)
- Jürgen Kluckert (1943)
- Alexandra Kluge (1937-2017)
- Herbert Knaup (1956)
- Hildegard Knef (1925-2002)
- Louise Knof
- Pauline Knof (1980)
- Felix Knopp (1975)
- Sebastian Koch (1962)
- Valerie Koch (1974)
- Juliane Köhler (1965)
- Stefan Konarske (1980)
- Fritz Kortner (1892-1970)
- Karim Köster (1973)
- Luan Krasniqi (1971)
- Agnes Kraus (1911-1995)
- Horst Krause (1941)
- Wolfgang Krause Zwieback (1951)
- Werner Krauss (1884-1959)
- Diether Krebs (1947-2000)
- Micaëla Kreißler (1941-2017)
- Hans Kremer (1954)
- Jan-Gregor Kremp (1962)
- Lisa Kreuzer (1945)
- Wolfgang Krewe (1966)
- Joachim Król (1957)
- Heinz W. Krückeberg (1927-2015)
- Manfred Krug (1937-2016)
- Diane Kruger (1976)
- Hardy Krüger (1928)
- Hardy Krüger mlajši (1968)
- Ulrike Krumbiegel (1961)
- Gertrud Kückelmann (1929-1979)
- Lenn Kudrjawizki (1975)
- Steffi Kühnert (1963)
- Ronald Kukulies (1971)
- Gernot Kunert (1952)
- Doris Kunstmann (1944)
- Cecilia Kunz (1971)
- Nina Kunzendorf (1971)
- Mathis Künzler (1978)
- Bettina Kupfer (1963)
- Anita Kupsch (1940)
- Dagmar von Kurmin (1933-2020)
- Stefan Kurt (1959)
- Peter Kurth (1957)

## L
- Günter Lamprecht (1930)
- Gudrun Landgrebe (1950)
- Leonard Lansink (1956)
- Alexandra Maria Lara (1978)
- Dieter Laser (1942)
- Frederick Lau (1989)
- Richard Lauffen (1907-1990)
- Heiner Lauterbach (1953)
- Oscar Lauterbach (1988)
- Viktoria Lauterbach (1972)
- Lena Lauzemis (1983)
- Zarah Leander (1907-1981) (švedsko-nemška)
- Georg Lehn (1915-1996)
- Matthias Leja (1962)
- Ute Lemper (1963)
- Marie Leuenberger (1980)
- Lotte Loebinger (1905-1999)
- Ruth Leeuwerik (1924-2016)
- Ute Lemper (1963)
- Rita Lengyel (1973)
- Kai Lentrodt (1969)
- Arnfried Lerche (1952)
- Johanna Liebeneiner (1945) (nem.-avstrijska)
- Wolfgang Liebeneiner (1905-1987) (nem.-avstrijski)
- Harry Liedtke (1882-1945)
- Jan Josef Liefers (1964)
- Lilly Liefers (2002)
- Till Lindemann (1963)
- Kathrin Lindner (1976)
- Theo Lingen (1903-1978) (nemško-avstrijski)
- Ursula Lingen (1928-2014) (nemško-avstrijska)
- Stefan Lisewski (1933-2016)
- Bruni Löbel (1920-2006)
- Hans Löw
- Lotte Loebinger (1905-1999)
- Peter Lohmeyer (1962)
- Theodor Loos (1883–1954)
- Katharina Lorenz (1978)
- Anna Los (1970)
- Hanns Lothar (1929-1967)
- Susanne Lothar (1960-2012)
- Anton von Lucke (1989)
- Rolf Ludwig (1925-1999)
- Florian Lukas (1973)
- Henry van Lyck (1941)

## M
- Bjarne Mädel (1968)
- Jürgen Mai (1951)
- Ulrike Mai (1960)
- Julian Maas (1975)
- Kai Maertens (1958)
- Heike Makatsch (1971)
- Julia Malik (1976)
- Rena Mandel (1901-1987)
- Ursula von Manescul (1931-1991)
- Agnes Mann (1980)
- Dieter Mann (1941-2022)
- Lucie Mannheim (1899-1976)
- Dagmar Manzel (1958)
- Maja Maranow (1961-2016)
- Melanie Marschke (1969)
- Florian Martens (1958, V. Berlin)
- Oliver Masucci (1968)
- Lisa Martinek (1972-2019)
- Peter Marx (1914-1978)
- Oliver Masucci (1968)
- Jacob Matschenz (1984)
- Eva Mattes (1954)
- Ulrich Matthes (1959)
- Sabine von Maydell (1955)
- Eva Meckbach (1981)
- Annika Meier (1981)
- Günter Meisner (1926-1994)
- Eberhard Mellies (1929)
- Otto Mellies (1931-2020)
- Anne Menden (1985)
- Michael Mendl (1944)
- Mario Mentrup (1965)
- Thorsten Merten (1963)
- Hannes Messemer (1924-1991)
- Alessandra Meyer-Wölden (1983)
- Claudia Michelsen (1969)
- Tom Mikulla (1969)
- Axel Millberg
- Cordy Millowitsch (1890-1960)
- Lucy Millowitsch (1905-1990)
- Mariele Millowitsch (1955)
- Willy Millowitsch (1909-1999)
- Brigitte Mira (1910-2005)
- Gojko Mitić (1940) (NDR: Winnetou)
- Sophie Moser (1984)
- Jörg Moukaddam (1967)
- Emilio Moutaoukkil (1996)
- Dunja Movar (1940-1963)
- Wolfram Mucha (1941-2019)
- Anna-Katharina Muck (1969)
- Friedrich Mücke (1981)
- Armin Mueller-Stahl (1930)
- Christian Mueller-Stahl (1974)
- Hagen Mueller-Stahl (1926-2019)
- Anna Maria Mühe (1985)
- Ulrich Mühe (1953-2007)
- Alfred Müller (1926-2010)
- Katharina Müller-Elmau (1965)
- Raidar Müller-Elmau (1933-2003)
- Renate Müller (1907-1937)
- Jens Münchow (1971)

## N
- Petra Nathan (1954)
- Jonas Nay (1990)
- Carola Neher (1900-1942)
- Alexandra Neldel (1976)
- Luise Neumann (1818-1905)
- Alexandra Neldel (1976)
- Friederike Caroline Neuber (1697-1760)
- Adele Neuhauser (1959)
- Helga Neuner (1940)
- Peter Neusser (1932-2010)
- Nico (1938-1988)
- Jannis Niewöhner (1992)
- Jan Niklas (1947)
- Ulrich Noethen (1959)
- Hans Noever (1928)
- Mirjam Novak (1981)

## O
- Ursula "Uschi" Obermaier (1946)
- Uwe Ochsenknecht (1956)
- Franziska Oehme (1944)
- Erika Oestmann
- Marcus Off
- Rick Okon (1989)
- Maria Orska (1893-1930)
- Laura Osswald (1982)
- Käte Oswald (1890-1985) (nem.-amer.)
- Ossi Oswalda (1899-1948)
- Götz Otto (1967)
- Paul Otto (1878-1943)

## P
- Valentina Pahde (1994)
- Jana Pallaske (1979)
- Lilli Palmer (1914-1986)
- Dita Parlo (1906-1971)
- Jessica Paszka (1990)
- Andreas Patton (1962)
- Christiane Paul (1974)
- Heidrun Perdelwitz (1956)
- Wanda Perdelwitz (1984)
- Meral Perin (1965)
- Hanns Anselm Perten (1917-1985)
- Milan Peschel (1968)
- Caroline Peters (1971)
- Dieter Pfaff (1947-2013)
- Günter Pfitzmann (1924-2003)
- Eva Pflug (1929-2008)
- Minh-Khai Phan-Thi (1974)
- Gunther Philipp (1918-2003) (avstrij.-nem.)
- Arthur Pieck (1899-1970)
- Klaus Piontek (1935-1998)
- Rainer Piwek (1965)
- Valentin Plătăreanu (1936-2019) (Romun)
- Rudolf Platte (1904-1984)
- Werner Pochath (1939-1993) (avstrij.-nem.)
- Marie Pohl (1979)
- Katrin Pollitt (1966)
- Henny Porten (1890-1960) (Frieda Ulricke Porten)
- Sabine Postel (1954)
- Franka Potente (1974)
- Peter Prager (1952)
- Jürgen Prochnow (1941)
- Tilo Prückner (1940-2020)
- Liselotte Pulver (1929)
- Trystan Pütter (1980)

## Q
- Else Quecke (1907-2004)

## R
- Kurt Raab (1941-1988)
- Stefan Raab (1966)
- Luise Rainer (1910-2014)
- Mario Ramos (1973) (špansko-nem.)
- Fritz Rasp (1891-1976)
- Patrick Rapold (1975) (švicarsko-nem,)
- Lieselotte Rau Kaufmann (1929-2017)
- Siegfried Rauch (1932-2018)
- Christian Redl (1948)
- Charles Régnier (1914-2001)
- Hubertus Regout (1969) (belgijsko-nem.)
- Hans-Michael Rehberg (1938-2017)
- Lucas Reiber (1993)
- Käthe Reichel (1926-2012)
- Ruth Reinecke (1955)
- Urs Remond (1964)
- Lara-Isabelle Rentinck (1986)
- Anouschka Renzi (1964)
- Eva Renzi (1944-2005)
- Mirco Reseg (1972)
- Giulio Ricciarelli (1965) (it.-nem.)
- Ilja Richter (1952)
- Henriette Richter-Röhl (1982)
- Judith Richter (1978)
- Julia Richter (1970)
- Ralf Richter (1957)
- Renate Richter (1938)
- Johannes Riemann (1888-1959)
- Katja Riemann (1963)
- Max Riemelt (1984)
- Alicia von Rittberg (1993)
- Franz Rogowski (1986)
- Armin Rohde (1955)
- Brigitte Rohkohl (1946)
- Oliver Rohrbeck (1965)
- Marika Rökk (1913-2004)
- Barbara Romaner (1978) (južnotirolskega rodu)
- Saskia Rosendahl (1993)
- Wolf Roth (1944)
- David Rott (1977)
- Hanna Rucker (1923-1982) (nem.-angl.)
- Barbara Rudnik (1958-2009)
- Claude-Oliver Rudolph (1956)
- Heinz Rühmann (1902-1994)
- Linda Marlen Runge (1986)
- Heiko Ruprecht (1972)
- Barbara Rütting (1927-2020)

## S
- Kay Sabban (1952-1992)
- Susanne Sachsse (1965)
- Bejamin Sadler (1971)
- Sıla Şahin (1985)
- Angela Salloker (1913 -?) (iz Moškanjcev pri Ptuju)
- Otto Sander (1941-2013)
- Tim Sander (1978)
- Anna Sanders (1977)
- Katrin Sass (1946)
- Peter Sattmann (1947)
- Frank Schaff (1965)
- Julia Schäfle (1988)
- Ekkehard Schall (1930-2005)
- Johanna Schall (1958)
- Ulrike Schamoni (1966)
- Angela Schanelec (1962)
- Gabrielle Scharnitzky (1956)
- Dorothea Schenck (1971)
- Barbara Schnitzler (1953)
- Roswitha Schreiner (1965)
- Edith Schultze-Westrum (1904-81)
- Walter Sedlmayr (1926-1990)
- Edgar Selge (1948)
- Daniel Sellier (1977)
- Wilfried Seyferth (1908-1954)
- Clemens Shick (1972)
- Dieter Schidor (1948-1987)
- Irene Schiesser (1950)
- Claudia Schiffer (1970)
- Tom Schilling (1982)
- Jenny Rosa Schily (1967)
- Klaus Schindler (1953)
- Sibylle Schindler (1942)
- Hanfried Schüttler (1953)
- Katharina Schüttler (1979)
- Günter Schubert (1938-2008)
- Ellen Schwiers (1930-2019)
- Jörn Schlönvoigt (1986)
- Britta Schmeling (1965)
- Helmut Schmid (1925-1992)
- Erdmute Schmid-Christian (1943)
- Josephine Schmidt (1980)
- Sybille Schmitz (1909-1955)
- Magda Schneider (1909-1996)
- Eva Ingeborg Scholz (1928)
- Hanna Scholz (1992)
- Caroline Scholze (1975)
- Theresa Scholze (1980)
- Karl Schönböck (1909-2001) (avstr.-nem.)
- Maja Schöne (1976)
- Hinnerk Schönemann (1974)
- Maria Schrader (1965)
- Steffen Schroeder (1969)
- Max Schreck (1879-1936)
- Hannelore Schroth (1922-1987)
- Alexander Schubert (1970)
- Günter Schubert (1938-2008)
- Katharina Marie Schubert (1977)
- Albrecht Schuch (1985)
- Karoline Schuch (1981)
- Emilia Schüle (1992)
- Jana Schulz (1977)
- Werner Schumacher (1921-2004)
- Reinhold Schünzel (1886-1954)
- Petra Schürmann-Freund (1933-2010)
- Jörg Schüttauf (1961)
- Tim Oliver Schultz (1988)
- Willi Schwabe (1915-1991)
- Jessica Schwarz (1977)
- Sebastian Schwarz (1984)
- Luna Schweiger (1997)
- Til Schweiger (1963)
- Matthias Schweighöfer (1981)
- Hanna Schygulla (1943)
- Jaecki Schwarz (1946)
- Leon Seidel (1996)
- Franz Seidenschwan (1954)
- Marie-Lou Sellem (1966)
- Martin Semmelrogge (1955)
- Alois Senefelder (1771-1834)
- Sabrina Setlur (1974)
- Susan Sideropoulos (1980)
- Joost Siedhoff (1926)
- Werner Siedhoff (1899-1976)
- Giulia Siegel (1974)
- Hans Sigl (1969) (avstr.-nem.)
- Maria Simon (1976)
- Max Simonischek (1982)
- Sabine Sinjen (1942-1995)
- Kristina Söderbaum (1912-2001)
- Hans Söhnker (1903-1981)
- Elke Sommer (1940)
- Hilmi Sözer (1970)
- Karsten Speck (1960)
- Volker Spengler (1939)
- Martin Sperr (1944-2002)
- Nana Spier (1971)
- Wolfgang Spier (1920-2011)
- Viktor Staal (1909-1982)
- Dietlind Stahl (1945)
- Uta Stammer (1948-2018)
- Rocco Stark (1986)
- Aline Staskowiak (1974)
- Fritz Staude (nem.-amer.)?
- Lars Steinhöfel (1986)
- Ilse Steppat (1917-1969)
- Gruschenka Stevens
- Klaus Stiglmeier (1950)
- Werner Stocker (1955-1993)
- Ula Stöckl (1938)
- Günter Strack (1929-1999)
- Melanie Straub (1976)
- Catherine Stoyan (1959)
- Ursula Stratz (1940-2011)
- Agnes Straub (1890-1941)
- Max Strecker (1906-1991)
- Devid Striesow (1973)
- Manfred Stücklschwaiger (1954)
- Barbara Sukowa (1950)
- André Szymanski

## T
- Jasmin Tabatabai (1967)
- Sabin Tambrea (1984)
- Mina Tander (1978)
- Horst Tappert (1923-2008)
- Bernd Tauber (1950)
- Aylin Tezel (1983)
- Katharina Thalbach (1954)
- Hilmar Thate (1931-2016)
- Ulrich Thein (1930-1995)
- Friedemann Thiele (1981)
- Thomas Thieme (1948)
- Max Tidof (1960)
- Friederike Tiefenbacher (1965)
- Nadja Tiller (1929)
- Bert Tischendorf (1979)
- Lisa Tomaschewsky (1988)
- Cordula Trantow (1942)
- Antje Traue (1981)
- Luis Trenker (1892-1990)
- Ludwig Trepte (1988)
- Georg Tressler (1917-2007)
- Otto Tressler (1871-1965) (nem.-avstrij.)
- Michelle Treuberg (1992)
- Jördis Triebel (1977)
- Elisabeth Trissenaar (1944) (avstrijsko-nemška)
- Margarethe von Trotta (1942)
- Karsten Troyke (1960)
- Gisela Trowe (1922-2010)
- Olga Tschechowa (Olga von Knipper-Dolling) (rus.-nem.)
- Nora Tschirner (1981)
- Ulrich Tukur (1957)

## U
- Karin Ugowski (1943)
- Nadja Uhl (1972)
- Gisela Uhlen (1919-2007)
- Janina Uhse (1989)
- Kostja Ullmann (1984)
- Rudolf Ulrich (1922-1997)
- Birol Ünel (1961)
- Sebastian Urzendowsky (1985)
- Meryem Uzerli (1983)

## V
- Carlos Val (1977)
- Caterina Valente (1931) (ital.-nem.)
- Rosa Valetti (1878-1937) (pr.i. Rosa Alice Vallentin) (nem.-avstr.)
- Hermann Vallentin (1872-1945)
- Peter Van Eyck (1913-1969)
- Conrad Veidt (1893-1943)
- Henning Venske (1939)
- Lis Verhoeven (1931-2019)
- Luca Verhoeven (1979)
- Paul Verhoeven (1901-1975)
- Gerd Vespermann (1926-2000)
- Adina Vetter (1980)
- Jürgen Vogel (1968)
- Torsten Voges (1962)
- Karl Michael Vogler (1928-2009)
- Rüdiger Vogler (1942)
- Saralisa Volm (1985)
- Benjamin Völz (1960)
- Rebecca Völz (1957)
- Wolfgang Völz (1930-2018)
- Gert Voss (1941-2014)
- Grischka Voss (1969)
- Ursula Voss (1947-2014)

## W
- Otto Waalkes (1948)
- Christof Michael Wackernagel (1951)
- Erika Wackernagel (1925-1995)
- Katharina Wackernagel (1978)
- Sabine Wackernagel (1947)
- Hilde Wagener (1904-1992)
- Hilde Wall (1894-1980, Pariz)
- Araba Walton (1975)
- Gustav von Wangenheim (1895-1975)
- Inge von Wangenheim (1912-1993)
- Iva Wanja (1905-1991) (Bolgarka)
- Aribert Wäscher (1895-1961)
- Paul Wegener (1874-1948)
- Helene Weigel (1900-1971)
- Ina Weisse (1968)
- Klaus Wennemann (1940-2000)
- Elmar Wepper (1944-2023)
- Sophie Wepper (1981)
- Ilse Werner (1921-2005) (nizozem.-nemška)
- Oskar Werner (1922-1984) (avstrij.-nem.)
- Axel Werner (1945)
- Luisa Wietzorek (1989)
- Elisabeth Wicki-Endriss (1944)
- Alexandra Marisa Wilcke (1968)
- Ulrich Wildgruber (1937-1999)
- Steve Windolf (1982)
- Angela Winkler (1944)
- Eduard von Winterstein (1871-1961) (avstr.-nem.)
- August Wittgenstein (1981)
- Oliver Wnuk (1976)
- (Ewelyne Wohlfeiler)
- Lia Wöhr (1911-1994)
- Helen Woigk (1991)
- Lea Marlen Woitack (1987)
- Johanna Wokalek (1975)
- Christian Wolff (1938)
- Gerry Wolff (1920-2005)
- Thomas Wolff (1951)
- Ralf Wolter (1926)
- Natalia Wörner (1967)
- Nadine Wrietz (1975)
- Franziska Wulf (1984)
- Dietmar Wunder
- Hannelore Wüst (1927-2014)
- Daniela Wutte (1977)

## Y
- Fahri Yardım (1980)

## Z
- Angela Zalokar (slov. rodu)
- Ronald Zehrfeld (1977)
- Milian Zerzawy (1981)
- Sonja Ziemann (1926-2020)
- Daniel Zillmann (1981)
- Bettina Zimmermann (1975)
- Hanns Zischler (1947)
- Marc Zwinz (1974)